# Луїджі Боккеріні
Луї́джі Боккері́ні  (італ. Luigi Boccherini; 19 лютого 1743 — 28 травня 1805) — італійський композитор і віолончеліст.

## Життєпис

### Ранні роки
Народився в м. Лукка. Родина була багатодітна і музикальна (чотири хлопці і дві дівчини). Танцюристами були три брати. Брат Джованні пізніше став лібретистом і надав лібретто до деяких опер Антоніо Сальєрі.
Грав на музичних інструментах батько. Окрім батька, Луїджі заохочував займатися музикою і абат Вануччі в місцевій церкві. Батько вирішив зробити невелике концертне турне і вивіз сина у Відень, де обидва грали також в оркестрі Імператорського театру. Свою музичну освіту молодий Боккеріні удосконалював в Римі.
Між 1761 та 1766 роками він створив свої перші шість квартетів. У 1764 році Луїджі повернувся в Лукку, де став першим віолончелістом в припалацовій каплиці. Тоді ж разом з Джузеппе Камбіні, Ф. Манфреді та П'єтро Нардіні створили перший квартет, що стабільно існував деякий час.

### Перебування в Парижі
У 1767 році разом з приятелем- музикантом Ф. Манфреді вони перебралися в Париж. В місті Боккеріні концертував і зумів видати першу власну збірку квартетів. Приблизно у 1768 році на двох молодих музикантів звернув увагу іспанський дипломат в Парижі. Він і запропонував здібним молодикам — італійцям перебратися в Мадрид до королівського двору.

### В Мадриді

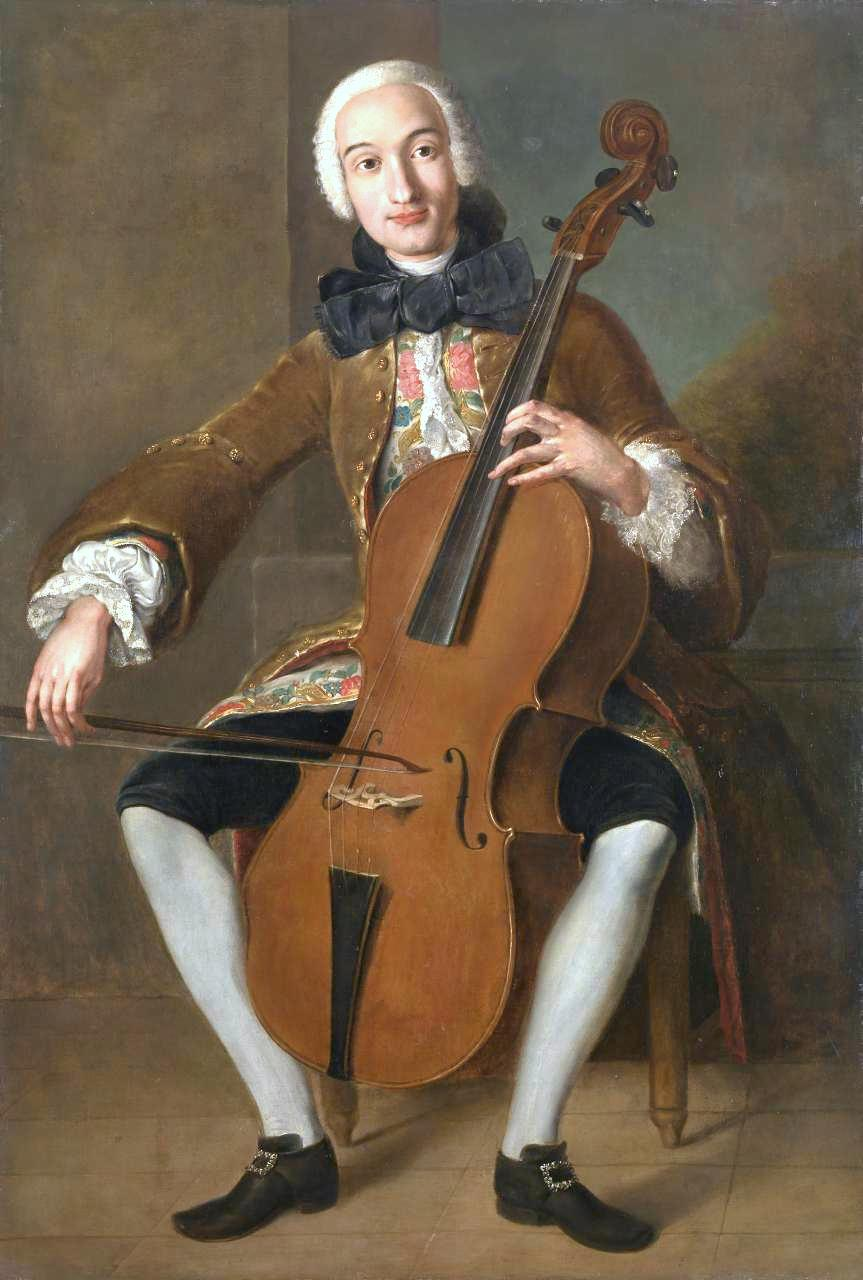
Анонім 18 ст. Луїджі Боккеріні віолончеліст, близько 1767 року. Австралія, Нац. галерея Вікторії.

У 1769–1785 рр. він у Мадриді. Але кар'єра не дуже вдалася. Він став лише надвірним музикантом брата іспанського короля — інфанта Дона Луї, що не міг претендувати на королівську посаду. Але у композитора певний період був стабільний матеріальний прибуток. У 1776 р. у Дона Луї були великі неприємності. Скандал закінчився висилкою у Лас-Аренас, куди за покровителем перебрався і Боккеріні.

### Два шлюби
1785 рік став трагічним для Боккеріні — він втратив вельможного покровителя і першу дружину (Клементину). В родині — вже було п'ятеро дітей. Пригнічений композитор перебрався знову в Мадрид, де влаштувався у штат герцога Осуна. 1786 роком датована його єдина опера.
18 квітня 1786 року він вдруге бере шлюб з Марією дель Пілар Поретті. Серед нових покровителів композитора — Фрідріх Вільгельм II Прусський, прихильник музики і аматор — віолончеліст. Для нього Боккеріні створив низку квартетів. Але у 1797 році Фрідріх Вільгельм II помер, а його нащадок на троні Вільгельм III — Боккеріні при дворі не утримував.

### Останні роки
Бокеріні знов перебрався в Іспанію. Деякий час його меценатом був маркіз де Бенавенте, прихильник гітари, яка наново увійшла в моду. Боккеріні пише декілька творів для гітари у супроводі інших інструментів. Але і його стан композитора, і матеріальні здобутки — нестабільні.
У 1799 році в Мадрид прибув новий дипломат від Франції — Люсьєн Бонапарт. Для нього Боккеріні пише декілька нових творів (квінтети, «Стабат Матер»), але Іспанія напередодні трагічних подій і війни з наполеонівською Францією. Аристократам Іспанії стає не до музики і не до старого Боккеріні. Уряд Наполеона сприяв скасуванню іспанської монархії задля заміни її на маріонеточний профранцузький уряд. Боккеріні має лише невелику пенсію та виплати від видавця нот Плейєля.
Останні роки життя Боккеріні перебував в дуже складному матеріальному стані. Його стан погіршили смерть другої дружини та трьох дочок. Хворів і старий композитор. Він помер 28 травня 1805 року.

### Увічнення пам'яті
Уряд Лукки не забув про видатного сина міста. У 1927 році його прах передано в місцеву церкву Сан Франческо. Музичний інститут міста Лукки носить його ім'я, а сам музичний заклад входить до низки найстаріших музичних шкіл Італії.

## Характеристика творчості
Боккеріні зробив значний внесок у розвиток камерно-інструментальної музики 18 ст.

## Вибрані твори
- 28 симфоній
- увертюра D dur
- 7 концертів (для скрипки з оркестром, для віолончелі з оркестром, для флейти з оркестром)
- близько 100 струнних квартетів
- 141 струнний квінтет
- 60 струнних тріо
- близько 60 камерних творів для різних складів
- ораторії, кантати, меса
- Stabat Mater
- одна опера[джерело?]